# シャルル・ド・サル
シャルル・ド・サル (フランス語: Charles de Sales 1625年 – 1666年4月22日) は、フランスの軍人、聖ヨハネ（マルタ）騎士団員。聖ヨハネ騎士団の植民地だったカリブ海セントクリストファー島の総督を1660年から1666年まで務めた（1665年から66年まではフランス西インド会社の総督）。

## 前半生
1625年、シャルル・ド・サルは現在のオート＝サヴォワ県トランス＝グリエールにあったサル城で生まれた。父はサル伯ルイ (1577年–1654年)、その兄にあたる叔父に聖フランシスコ・サレジオがいる。1643年、シャルル・ド・サルは聖ヨハネ騎士団員となり、何度もオスマン帝国との戦闘に参加した。1650年にはクレタ戦争下のクレタ島防衛軍に加わっている。
1651年、フランスのカリブ海植民地を経営していたアメリカ諸島会社が破産した。この時、会社のもとでセントクリストファー島総督を務めていた聖ヨハネ騎士団員フィリップ・ド・ロンヴィレール・ド・ポワンシーが、総長Jean-Paul Lascaris-Castellarを説得して、フランスからセントクリストファー島、サン・バルテルミー島、セント・マーチン島、セント・クロイ島の4島を12万エキュで購入させた。フランス王ルイ14世は4島の宗主権を引き続き主張しつつ、ポワンシーをセントクリストファー島の統治者として承認した。この島には、ポワンシーのほかに聖ヨハネ騎士団から副総督の任を与えられたシャルル・ド・モンマニーがいた。彼は1636年から1648年までヌベールフランス総督を務め、一旦フランスに帰国した後、「ポワンシーの後任として」1653年にセントクリストファー島に派遣されてきた人物だった。しかしポワンシーは彼に権限を譲ろうとしなかったので、モンマニーは島の農場に引き下がり、ポワンシーが先に死ぬのを待った。しかし1657年7月4日、モンマニーはポワンシーより先に亡くなってしまった。そして彼の後任として、シャルル・ド・サルがセントクリストファー島に派遣された。
1659年、アンティル諸島のフランス陣営とイギリス陣営は、リーワード諸島のカリブ族に対抗するため攻守同盟を結んだ。この協定には、フランス・グアドループ総督Charles Houël du Petit Préとシャルル・ド・サルがフランス側として調印した。イギリス側からはモントセラト総督ロジャー・オズボーンとネイビス総督ジェームズ・ラッセルが調印した。

## セントクリストファー総督 (1660年–66年)

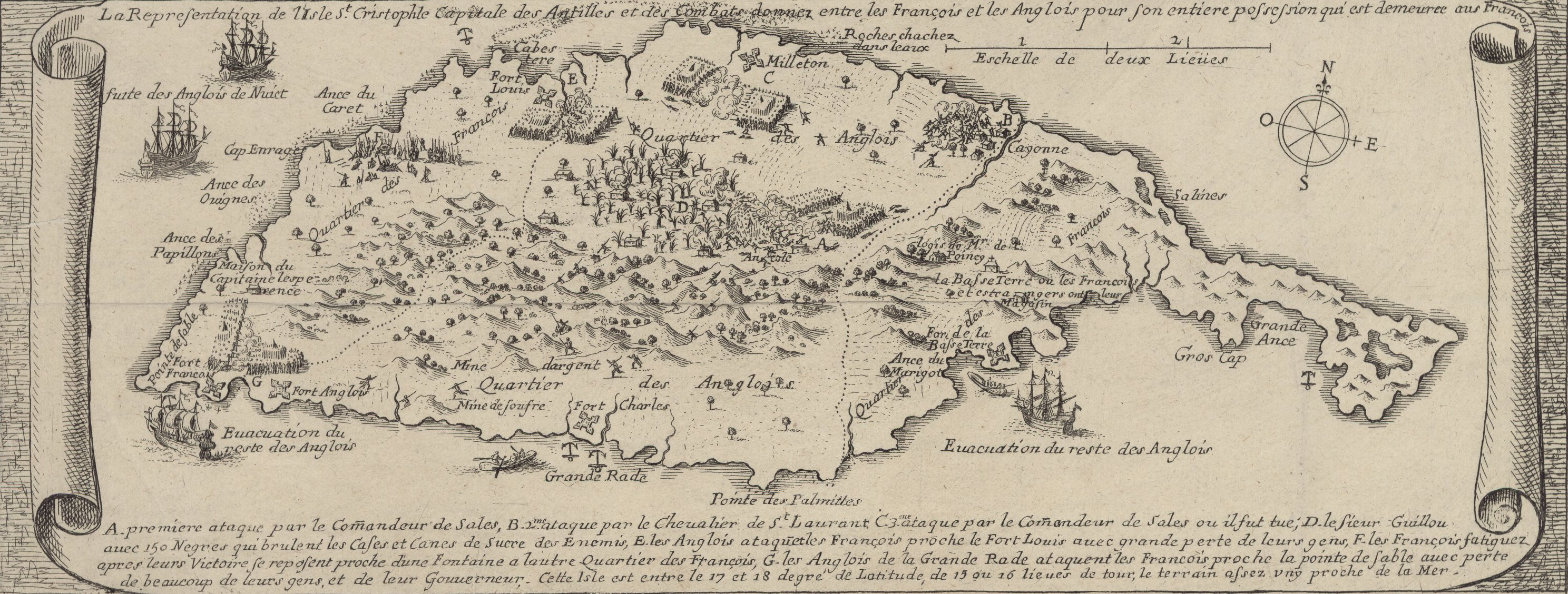
戦中の1666年のセントクリストファー島

1660年にポワンシーが死去すると、聖ヨハネ騎士団はシャルル・ド・サルを新総督に任じた。彼は4月11日に中将とセントクリストファー総督を拝命した。しかしこの頃、騎士団が未だ12万エキュの4島購入費を支払い終えられていない中、フランスの財務総監ジャン＝バティスト・コルベールが4島を返還するよう騎士団に圧力をかけていた。1665年、騎士団はフランスに4島を返還し、その管理権はフランス西インド会社に渡った。1665年2月、ド・サルは改めてフランス西インド会社からセントクリストファー総督に任命された。
この年の3月、第二次英蘭戦争が勃発した。それに伴い翌1666年1月、フランスとイギリスの間で開戦に向かう空気が漂うなか、ド・サルはイギリス領セントクリストファー島の総督ウィリアム・ワッツと協定を結んだ。これは、どちらか一方が英仏開戦の情報を受け取った時、即座に奇襲をかけることなく相手にもその情報を知らせ、3日の後に島内で戦端を開く、というものだった。この協定を確かなものとするために、ド・サルはイギリス植民地でもさらに上位の総督フランシス・ウィロビーがいるバルバドスへ使者を送ったが、ウィロビーは返答を渋った。そして1666年1月、フランスはイギリスに宣戦布告した。

## 戦争と死 (1666年)
4月21日、セントクリストファー島で両陣営による戦闘が始まった。2日後までに、フランス軍は数で勝るイギリス軍を破った。しかしド・サルは、4月22日にワッツ率いるイギリス軍との戦闘の中で戦死した。セントクリストファー島全域がフランスのものとなると、聖ヨハネ騎士団員の副総督クロード・ド・ルー・ド・サン＝ローランが全島の総督となった。